# Alexandre Charliat
Alexandre Charliat, né le 28 septembre 1861 et mort en 1925, est un ingénieur français, fondateur de l'École Pratique d'Électricité Industrielle à Paris, qui deviendra plus tard l'École supérieure d'ingénieurs en génie électrique (ESIGELEC).

## Biographie
Diplômé de l'École centrale Paris (Promotion 1884), Alexandre Charliat se distingue par son engagement dans l'enseignement technique à une époque où l'industrie électrique est en plein essor.
En 1901, il fonde l’École Pratique d'Électricité Industrielle, située au 53, rue Belliard à Paris, afin de former des techniciens et ingénieurs en électricité industrielle. Cette école privée s'inscrit dans un mouvement pionnier de création d'établissements dédiés à l’enseignement technique intermédiaire en dehors des grandes écoles d’État.
En 1921, l’établissement devient officiellement l’École d’électricité industrielle de Paris (EEIP). Il obtiendra la reconnaissance de l’État en 1922 et sera habilité à délivrer le diplôme d’ingénieur en 1936. Il prend le nom d’ESIGELEC en 1980.
Alexandre Charliat dirige l’école jusqu’à sa mort en 1925. Sa gestion est ensuite reprise par l’Association des anciens élèves, la SIGELEC.

## Distinctions
Alexandre Charliat a été nommé Officier de la Légion d'honneur. Sa tombe est située au cimetière de Montmartre, à Paris, où il est inhumé aux côtés de Marie Pautrat. L’épitaphe rappelle son rôle fondateur et son titre honorifique.

## Héritage
L'école qu'il a fondée est aujourd’hui l'ESIGELEC, une grande école française d’ingénieurs  reconnue, membre de la Conférence des grandes écoles (CGE) depuis 1989.